# Especially For You
«Especially For You» —en español: «Especialmente para ti»— fue el quinto sencillo internacional de la cantante Kylie Minogue a dueto con el cantante Jason Donovan. El sencillo fue lanzado para época de Navidad en 1988. La canción fue incluida en el álbum debut de Donovan, titulado "Ten Good Reasons" y en el segundo álbum de estudio de Minogue, para la versión de Estados Unidos. El sencillo fue lanzado el 28 de noviembre de 1988.

## Rendimiento comercial
El más grande mercado fue el de Reino Unido, donde se presentó durante cuatro semanas en la segunda posición. Más tarde, a comienzos de 1989 la canción alcanzó la posición n.º 1 durante tres semanas, vendiendo un millón de copias sólo en el Reino Unido. El tema se mantuvo como el sencillo más vendido de Kylie en R.U. hasta el año 2001, cuando sacó Can't Get You Out Of My Head, el cual se transformó en un vendedor millonario. El sencillo fue un gran éxito en Europa y vendió 23.037 copias sólo en Suecia.
La canción también fue presentada como un dueto con la rana René siendo uno de los pocos invitados a hacer un episodio del show An Audience With... Kylie en el 2001.

## Formatos
CD sencillo
1. «Especially For You» (Extended) - 5:01
2. «All I Wanna Do Is Make You Mine» (Extended) - 6:00
3. «Especially For You» - 3:58

7" sencillo
1. «Especially For You» - 3:58
2. «All I Wanna Do Is Make You Mine» - 3:34

12" sencillo
1. «Especially For You» (Extended) - 5:01
2. «All I Wanna Do Is Make You Mine» (Extended) - 6:00

## Presentaciones en vivo
- Showgirl: The Greatest Hits Tour
- Showgirl: Homecoming Tour

## Posicionamiento
| Lista (1989)  | Mejor posición |
| ------------- | -------------- |
| Alemania      | 9              |
| Australia     | 2              |
| Austria       | 12             |
| Bélgica       | 1              |
| Dinamarca     | 5              |
| Eslovenia     | 1              |
| Finlandia     | 4              |
| Francia       | 3              |
| Grecia        | 1              |
| Hong Hong     | 1              |
| Irlanda       | 1              |
| Israel        | 1              |
| Líbano        | 1              |
| Noruega       | 10             |
| Nueva Zelanda | 2              |
| Países Bajos  | 6              |
| Reino Unido   | 1              |
| Sudáfrica     | 3              |
| Suecia        | 12             |
| Suiza         | 2              |